# Ensayador

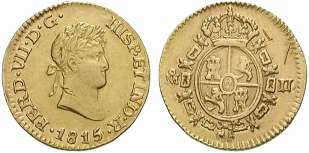
Moneda de Oro de Fernando VII 1815.

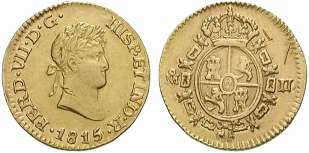
Moneda de Oro de Fernando VII 1815.

El ensayador era un antiguo oficio vinculado a la emisión monetaria de una casa de moneda (o ceca), experto en el pesaje y análisis de la composición de las monedas. Los ensayadores eran las personas responsables de ensayar los metales para verificar que su ley, fino o contenido intrínseco se ajustase a los parámetros oficialmente establecidos. Era, junto al tallador de cuños, uno de los «especialistas más destacados en las cecas medievales», y una figura presente en las casas de moneda junto al maestro de moneda o tesorero, además de guardas, fundidores, etc. Las monedas modernas frecuentemente identificaban el lugar de acuñación y también al ensayador. 

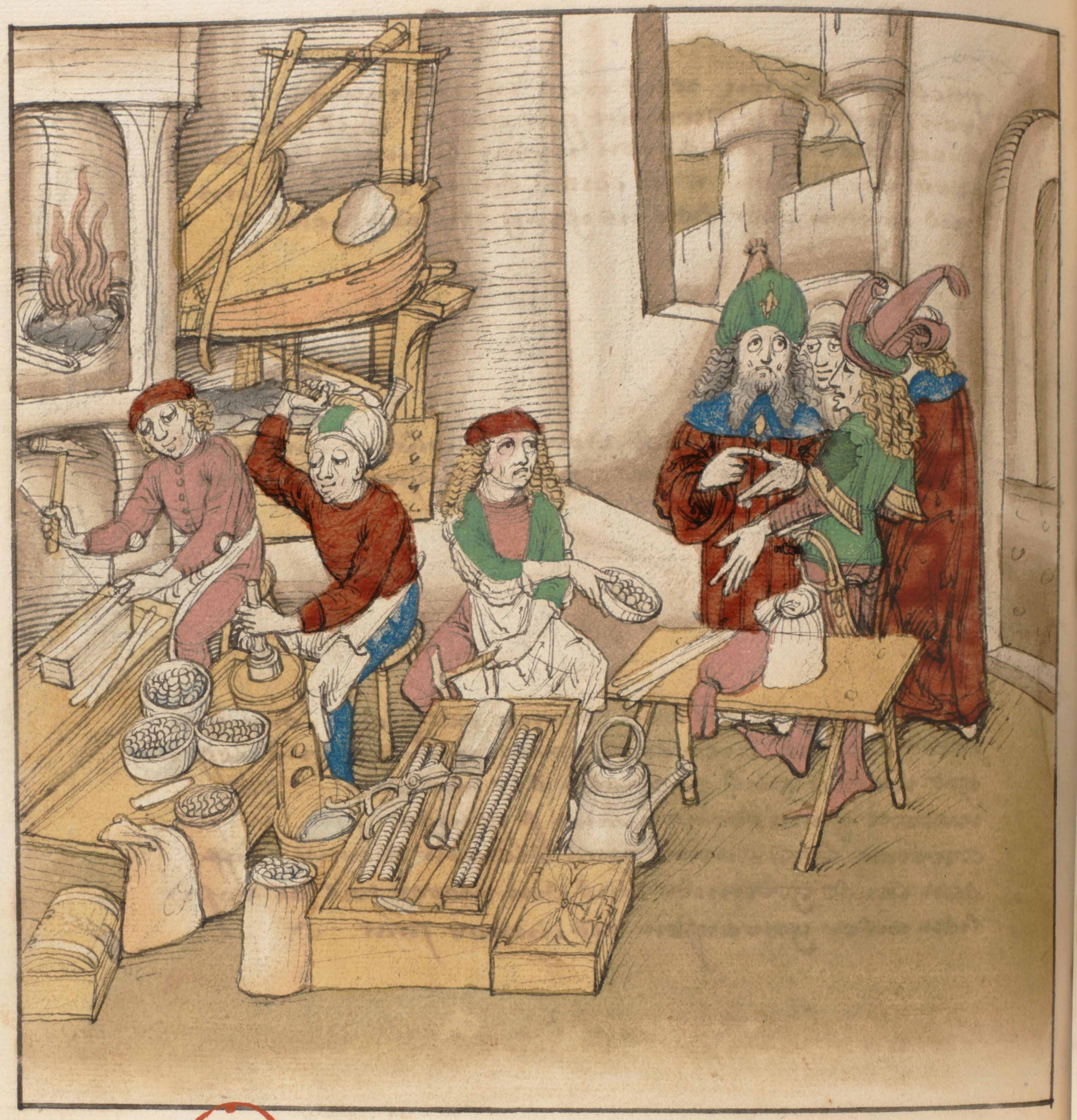
El emperador Segismundo de Luxemburgo visitando un taller monetario medieval. Spiezer Schilling Chronik de Diebold Schilling, Burgerbibliotek de Berna, Mss h h 1 16, f. 222.

## Contexto histórico
Normalmente se utilizaban las iniciales de los nombres y podían ser uno o dos ensayadores por acuñación. En el caso de Filipinas, ya bien entrado el siglo XIX, también se incluyó el del responsable de balanza.
Durante la primera mitad del siglo XX en casi todos los países las monedas dejaron de valer por su peso en el metal en que estaban fundidas, y adoptaron el dinero fiduciario, con un valor atribuido arbitrariamente por cada gobierno. Los metales o aleaciones empleadas han sido bronce, acero, latón y cuproníquel. La acuñación de monedas en metales preciosos pasó a tener un carácter conmemorativo, o se presenta como alternativa rentable de inversión. Esta situación motivó la disminución de la frecuencia del ensaye y la pérdida de importancia del oficio de ensayador.
En la Corona de Aragón, solían incluir la marca del maestro de la casa de moneda (ceca) en señal de garantía de control, mientras que, desde 1497, en Castilla fue obligatorio que se grabara una marca identificativa del ensayador en las monedas de oro y plata. Esta medida se acabó imponiéndose en el resto de las cecas. A lo largo del siglo XVI la diversidad de signos empleados hasta entonces se fueron sustituyendo por iniciales.
En el Reino Unido, el Trial of the Pyx es un procedimiento ceremonial por el cual un juez y un jurado de ensayadores comprueban que las monedas cumplen con los estándares requeridos.

## Proceso: elensaye
Dentro del proceso de fabricación de monedas estaba una operación conocida como ensaye mediante la cual se comprobaba que «la composición metálica de una aleación era la indicada en las ordenanzas o leyes. El término se ha convertido con el tiempo en el más moderno ensayo, aunque ambos aparecen en el Diccionario de la RAE.»
Aunque el maestro de la moneda era responsable de que «los metales que recibía, que podían ser de diferentes leyes, fueran aleados de acuerdo con lo prescrito», era función del ensayador «comprobar la exactitud de la ley en varios momentos de la fabricación (de los rieles, de los cospeles y, a veces, de las monedas) e, incluso, estaba autorizado para realizar análisis por sorpresa, tanto en las hornazas de los obreros como en los talleres de acuñación.» 
En líneas generales, había dos formas de realizar el ensaye: mediante la piedra de toque, método más antiguo y común por su sencillez de ejecución, y mediante el ensaye por fuego, o copelación, «método oficial en la Edad Media y hasta casi la Edad Contemporánea».

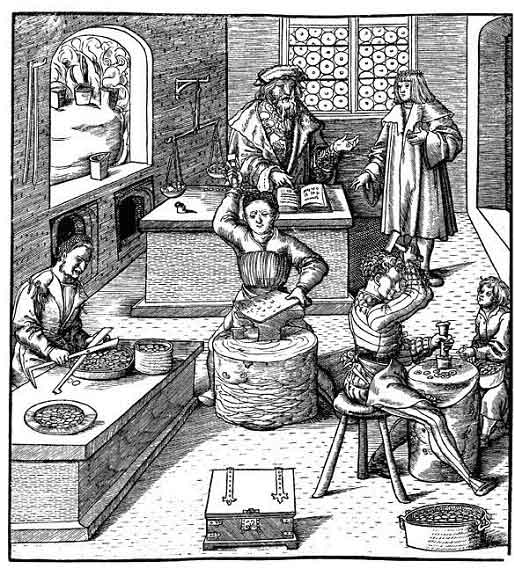
Grabado medieval de una casa de moneda.

## Identificación
Este es un ejemplo de como identificar estos signos en las monedas.

Lugar de acuñación:
Potosí: PS (superpuestas) Significa el lugar de acuñación 
Ensayador: JR Valor: 8 (Reales): 1774.
JR José Vargas y Flor y Raimundo de Yturriaga
Cada ensayador respondía con su prestigio y con sus bienes personales de la ley y la autenticidad de la moneda
Moneda de medio real de a 8 Imagen de Fernando VII, acuñación México, Ensayador JJ (Joaquín Dávila Madrid - José García Anzaldo) impreso en la moneda.

## Técnica
La forma más sencilla y antigua de comprobar la ley de un mineral era el toque o método "de puntas", que permitía un cálculo aproximado. Consistía en frotar el mineral con varillas o "puntas" preparadas previamente, con extremos cubiertos de plata u oro de distinta ley. El ensayador hacía una comprobación visual para decidir la equivalencia más precisa. El método se conocía al menos desde Grecia clásica, y persiste al presente para cálculos aproximados u operaciones menores, como las que realizan los orfebres.
En la época moderna y para fines industriales, el ensayador procedía a extraer una muestra o "bocado" del metal. Este bocado era calentado en una hornilla, y martillado en un tas o yunque hasta obtener una lámina, que era pesada seguidamente en una balanza de precisión. Seguidamente, el ensayador utilizaba un hornillo para eliminar por evaporación los metales menos nobles, como plomo y cobre. La diferencia entre el peso del metal ya refinado y el peso original determinaba su ley, según una tabla. Variaciones del ensaye por fuego se emplean actualmente en muchas cecas, así como procedimientos más sofisticados como el uso del espectrómetro de masas.
La ASTM International, conocida hasta 2001 como American Section of the International Association for Testing Materials, y la Organización Internacional de Normalización (ISO) proveen normas de empleo voluntario para asegurar la exactitud de los resultados del ensaye de metales preciosos,